# Тавастегус (крепость)

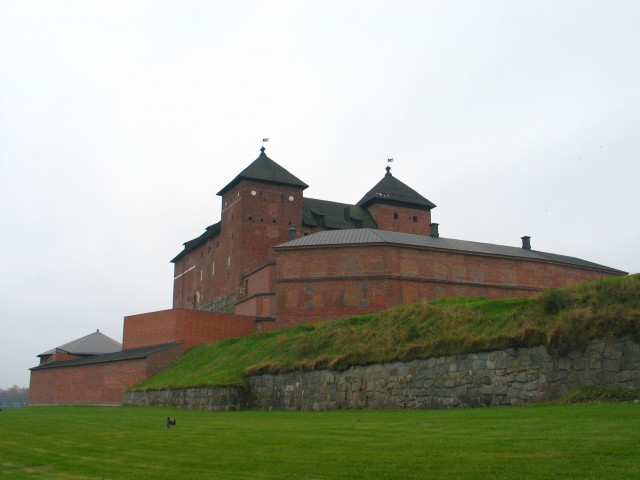
Крепость Хяме сегодня

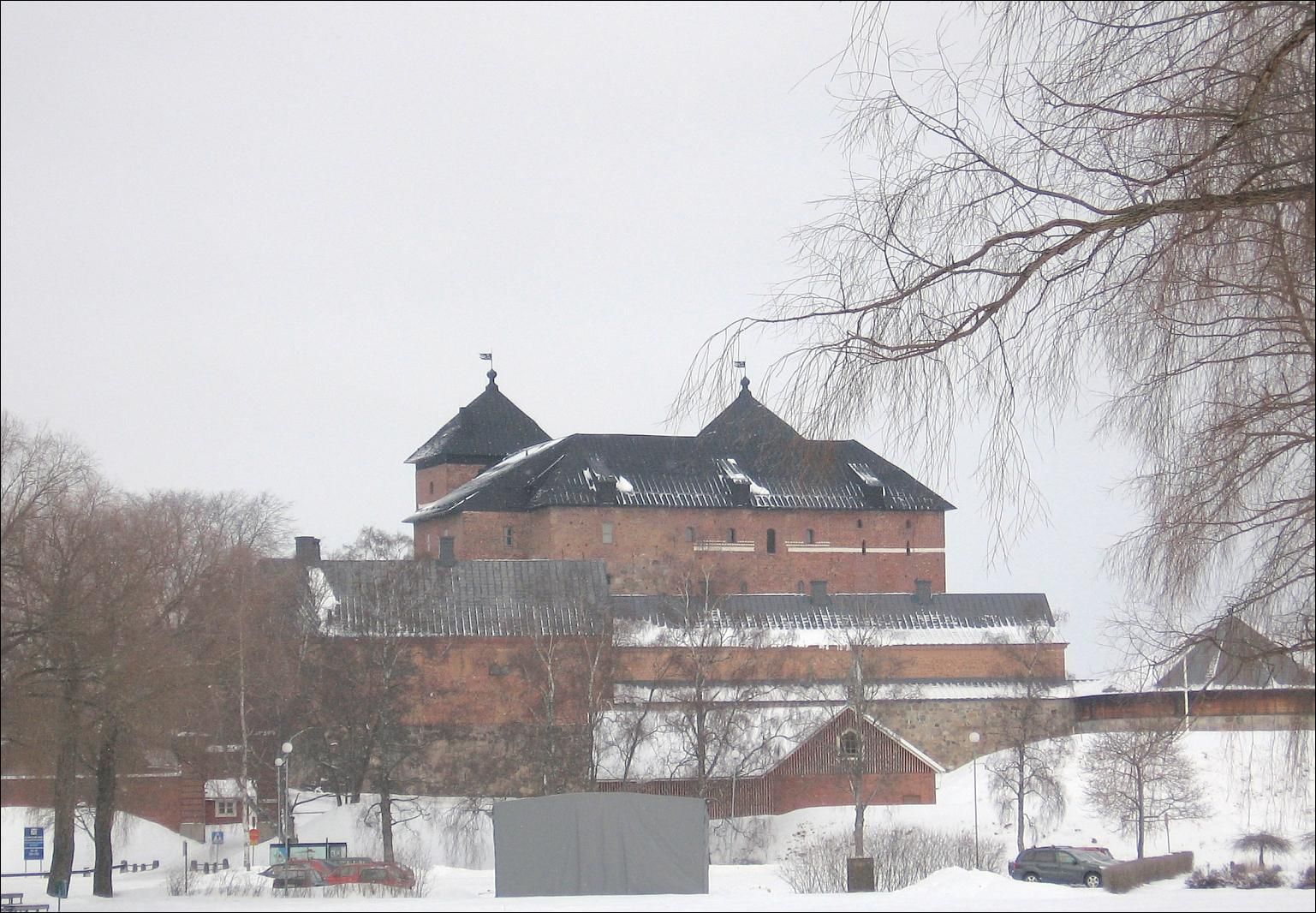
Крепость Хяме зимой

Тавастегус (Тавастгус, крепость Хяме — швед. Tavastehus, фин. Hämeen linna) — одна из средневековых крепостей Финляндии. Расположена в городе Хямеэнлинна. Строительство крепости датируется концом XIII века после крестового похода ярла Швеции Биргера в Хяме.
Замок-крепость и окружающий ландшафт представляют собой уникальный культурный и архитектурно-исторический ансамбль, включающий парковый пояс между крепостью и городом, а также территорию казарм. Важной частью ландшафтного ансамбля являются Городской сад и парковый комплекс Ауланко.

## История
История крепости Хяме насчитывает почти 700 лет. В массивных стенах крепости можно разглядеть строительные стили различных эпох и заметить остатки древних строений.
Решение о возведении крепости Хяме связывают с «крестовым походом» ярла Швеции Биргера. Точно неизвестно когда именно это случилось, но, по всей видимости, строительные работы были начаты в конце XIII века. Важнейшей целью похода ярла Биргера было более прочное объединение населенной народом хяме провинции с новой родиной — Швецией. Эта внешнеполитическая задача требовала подкрепления в виде надежного фортификационного объекта. Однако наряду с внешнеполитическим фактором не менее важной целью было обложение данью относительно зажиточной территории, что предъявляло определенные требования к формам политического управления. Все это послужило основой для строительства крепости Хяме.

### Укрепленный военный лагерь
Самая старая часть крепости образует так называемый укрепленный военный лагерь. Он был окружен четырёхугольной стеной из серого камня, в трех углах которой — северном, восточном и южном — к ней примыкали оборонительные башни. Стороны крепости составляли по длине 33 метра при высоте около 7 метров. Полагают, что во дворе этой небольшой крепости располагались жилые помещения из дерева. Помимо сохранившихся стен одним из наиболее интересных памятников той поры является 12-метровый колодец, в настоящее время пересохший, который можно увидеть в так называемой Колодезной.

### Крепость из серого камня
Возведенный в целях обороны укрепленный лагерь скорее всего предполагалось расширить в дальнейшем. В последние десятилетия XIII века внутреннее пространство первоначальной крепости реконструировали, построив серию помещений вдоль внешних стен. Это были жилые помещения, перекрытые сводами из кирпича, а также «крепостная изба», или главный зал, используемый сейчас как работающий по заказу ресторан. Весь первый этаж крепости — уникальный архитектурный памятник, находящийся в аутентичном пространстве и рассказывающий о жизни в Средние века.

### Кирпичная крепость
Новые веяния, принятые на вооружение фортификационной архитектурой, и изменения в политическом положении государства обусловили новый этап в жизни крепости в XIV веке. В архитектуре стали стремиться к большей, чем ранее, представительности, а в оборонительном аспекте — учитывать более совершенное огнестрельное оружие.
В истории архитектуры принято именовать вторую половину XIV и XV век «эпохой кирпича» — в качестве материала для фасадов в это время применяется почти исключительно кирпич. Конструкции из кирпича позволяли добиться более изящных форм и открывали возможности для создания декоративных элементов. По своим масштабам кирпичный декор стен во дворе крепости является уникальным для Финляндии. В Средние века в Финляндии кирпич был относительно редким строительным материалом, поэтому крепость Хяме имеет в этом смысле исключительно важное значение.

### Новое время

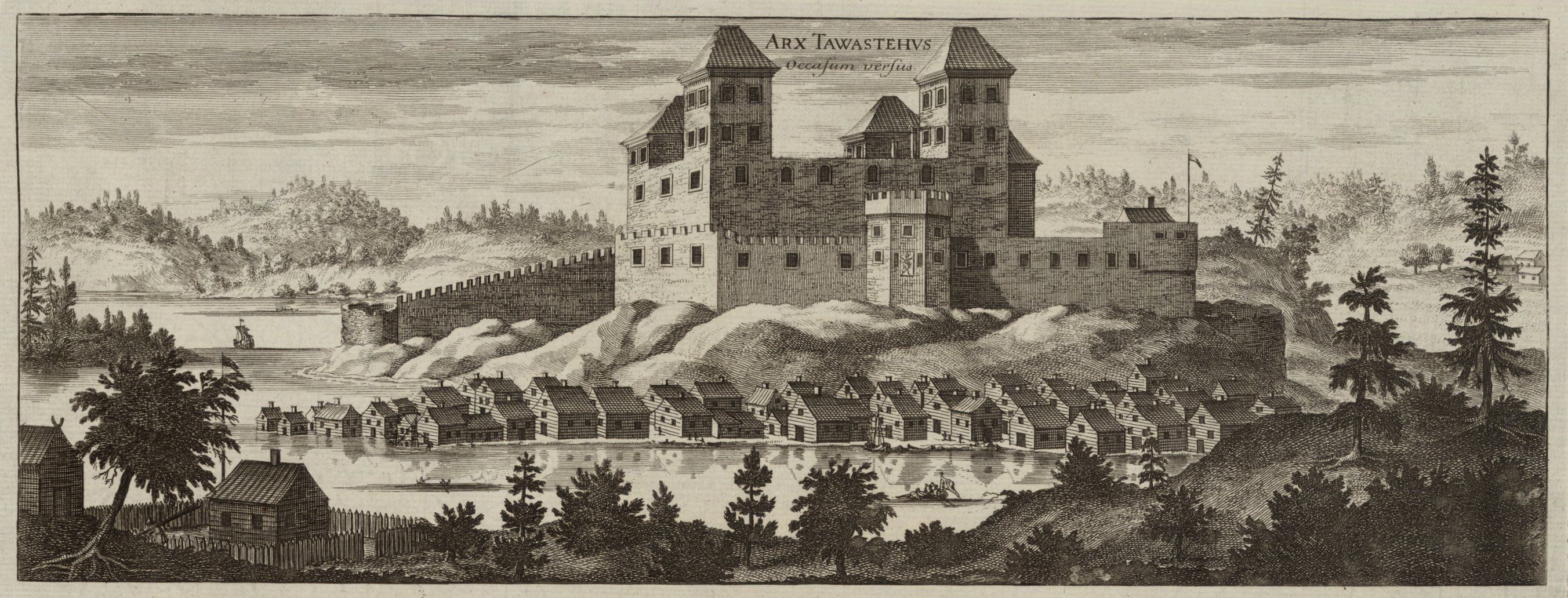
Тавастгус в конце 1650-х

Деятельность Густава Васы по реорганизации государственного управления затронула и крепость Хяме. Бывшая резиденция правителей окружавшей крепость провинции постепенно превратилась в укрепление, находившееся под строгим контролем Короны. Несмотря на совершенствование оборонительной способности крепости, в частности, возведение двух прочных орудийных башен, одновременно начался и её медленный упадок. Бушевавшие в период правления Васы распри между братьями-принцами во время Дубинной войны коснулись и крепости Хяме, когда во время сражения взорвалась старая южная башня. По этой причине в дальнейшем были предприняты обширные ремонтные работы, одним из результатов которых стала сохранившаяся и отреставрированная лютеранская церковь на третьем этаже Петушиной башни. Густав II Адольф с супругой посетили крепость в 1626 году. Генерал-губернатор Финляндии Пер Браге Младший побывал в крепости в 1639 году и одновременно распорядился об основании города Хямеэнлинна.

### Оборонительная крепость превращается в тюрьму
По распоряжению Густава III город Хямеэнлинна в 1770-х годах был перенесен на то место, где он находится сейчас. Одновременно в крепости начались обширные строительные работы, включавшие ремонт старой стены, окружавшей крепость, а также устройство земляных валов в соответствии с требованиями фортификационной техники того времени. Строения, входящие в состав окружающей крепость стены, после реставрации используются снова: в предназначавшейся изначально под тюрьму башне с крепостными воротами оборудованы офисы и залы для проведения собраний и совещаний, а другие помещения оснащены современной техникой и используются под экспозиции и для обслуживания туристов. Строительство земляных валов продолжилось и в российский период в первые десятилетия XIX века.
После Северной войны значение крепости Хяме как оборонительного военного объекта на короткий период возросло. Были предприняты попытки восстановить пришедшее в упадок оборонительное оснащение. Старую главную крепость превратили в зернохранилище. Для нужд армии построили новую королевскую пекарню.
Заключенные содержались в крепости ещё со Средневековья, но в 1837 году по проекту архитектора К. Л. Энгеля главная крепость была решительным образом преобразована в тюрьму. Позднее, в XIX веке, строения в составе крепостной стены были расширены и построены новые помещения для тюремных нужд.

## Реставрационные работы
В 1956 году началась реставрация главной крепости, завершившаяся в 1979 году. Работы по воссозданию крепостных стен и валов были закончены в 1988 году. Принципом, принятым за основу при осуществлении реставрационных работ, стало воссоздание средневекового облика главной крепости. Дверные и оконные проемы, увеличенные в период использования строения под тюрьму, были заложены кирпичом до первоначальных размеров.
В настоящее время вход в главную крепость осуществляется через т. н. «Колодезную». Отреставрированный так называемый Дворик северного полигона, образуемый земляным валом, предоставляет великолепные возможности для проведения летних праздников на открытом воздухе. Валы и искусственные водоемы создают уникальный для Финляндии ансамбль фортификационных сооружений.